# Поляниця-Окицька
Поляниця-Окицька (хорв. Poljanica Okićka) — населений пункт у Хорватії, у Загребській жупанії у складі громади Клинча-Села.

## Населення
Населення за даними перепису 2011 року становило 4 осіб.
Динаміка чисельності населення поселення:

## Клімат
Середня річна температура становить 9,90 °C, середня максимальна – 23,28 °C, а середня мінімальна – -5,64 °C. Середня річна кількість опадів – 1076 мм.
| Клімат поселення                              | Клімат поселення | Клімат поселення | Клімат поселення | Клімат поселення | Клімат поселення | Клімат поселення | Клімат поселення | Клімат поселення | Клімат поселення | Клімат поселення | Клімат поселення | Клімат поселення | Клімат поселення |
| Показник                                      | Січ.             | Лют.             | Бер.             | Квіт.            | Трав.            | Черв.            | Лип.             | Серп.            | Вер.             | Жовт.            | Лист.            | Груд.            |                  |
| Середній максимум, °C                         | 5,87             | 7,42             | 11,29            | 15,49            | 20,16            | 23,28            | 22,69            | 22,29            | 18,56            | 13,63            | 8,24             | 4,56             |                  |
| Середня температура, °C                       | 0,12             | 1,67             | 5,54             | 9,74             | 14,40            | 17,50            | 19,33            | 18,93            | 15,20            | 10,29            | 4,87             | 1,20             |                  |
| Середній мінімум, °C                          | −5,64            | −4,11            | −0,22            | 3,96             | 8,64             | 11,74            | 15,96            | 15,58            | 11,83            | 6,92             | 1,52             | −2,15            |                  |
| Норма опадів, мм                              | 56               | 59               | 74               | 82               | 90               | 115              | 101              | 104              | 105              | 103              | 106              | 81               |                  |
| Середньомісячна швидкість вітру, м/с          | 1.69             | 1.81             | 2.20             | 2.13             | 2.00             | 1.80             | 1.73             | 1.64             | 1.58             | 1.67             | 1.76             | 1.75             |                  |
| Середньомісячна сонячна радіація, кДж/м²·день | 4173             | 6887             | 10422            | 14842            | 18920            | 20720            | 21654            | 18672            | 13871            | 8746             | 4633             | 3362             |                  |
| --------------------------------------------- | ---------------- | ---------------- | ---------------- | ---------------- | ---------------- | ---------------- | ---------------- | ---------------- | ---------------- | ---------------- | ---------------- | ---------------- | ---------------- |
| Джерело:                                      |                  |                  |                  |                  |                  |                  |                  |                  |                  |                  |                  |                  |                  |